# 室内地图
室内地图，是使用户通过移动设备在建筑物内仍能利用精确的定位功能找到要去的店铺、卫生间、电梯、休息区等，打通“人、位置、商家”间的关系。室内地图除了可以将场地的平面图在移动设备上展现出来，还能帮助用户随时了解各种资讯，对商品进行分类搜索，大大方便了用户对未知目的地的了解，并最快找到所需信息。
国外市场已经出现的有谷歌地图等，国内也出现了一批室内地图制造商，比如百度地图也出现了由Palmap提供的室内地图。